# Tupistra malaiana
Tupistra malaiana är en sparrisväxtart som beskrevs av Noriyuki Tanaka. Tupistra malaiana ingår i släktet Tupistra och familjen sparrisväxter. Inga underarter finns listade i Catalogue of Life.